# 林貞
林 貞（りん てい、1052年 - 1090年）は、北宋神宗の側室。

## 生涯
福州寧徳県の人。三司使の林特の孫娘で、司農卿の林洙の娘。最初、後宮に入って御侍（皇帝の側女）となり、始平郡君馮氏（後の馮賢妃。仁宗の側室）と「母娘」の契りを結んだ。一男一女を産んで、元豊5年（1082年）8月に永嘉郡君に封ぜられ、翌元豊6年（1083年）10月に正四品美人に上った。
元豊8年（1085年）に神宗が崩じた時、林貞は次男の趙偲を妊娠中で、哲宗から婕妤に尊封された。元祐5年（1090年）に薨去し、貴儀（従一品嬪）を追贈された。
元符3年（1100年）4月、賢妃を加贈された。政和3年（1113年）4月、徽宗から貴妃を再追贈された。

## 子女
- 邢国公主（賢令帝姫）
- 趙俁（燕王）
- 趙偲（越王）

## 伝記資料
- 『宋史』
- 『宋会要輯稿』
- 『故賢妃林氏特贈貴妃制』
- 『寧徳市志』